# Līčupe
Līčupe är en ort i Lettland.   Den ligger i kommunen Ogres novads, i den centrala delen av landet, 80 km öster om huvudstaden Riga. Līčupe ligger 121 meter över havet och antalet invånare är 310.
Terrängen runt Līčupe är platt. Runt Līčupe är det glesbefolkat, med 8 invånare per kvadratkilometer. Närmaste större samhälle är Ērgļi, 13,3 km öster om Līčupe. I omgivningarna runt Līčupe växer i huvudsak blandskog.